# Peter Lindpaintner
Peter Josef von Lindpaintner, nemški skladatelj in dirigent, * 8. december 1791, Koblenz ob Renu, Nemčija, † 21. avgust 1856, Wasserburg ob Bodenskem jezeru, Nemčija.

## Življenje
Rojen je bil v glasbeni družini, saj je bil njegov oče tenorist na dvoru vojvodskega kneza. Gimnazijo je končal v Augsburgu, sočasno pa se je učil še klavirja, violine in harmonija. Glasbeno se je izpopolnjeval nato v Muenchnu. Leta  1812 je postal dirigent pri novo postavljenem dvornem gledališču ob Isari, kjer uspešno deloval do leta 1819, ko je sprejel ponudbo za dirigenta v Stuttgartu. Tam je ostal do svoje smrti, in sicer kot glasbeni vodja Opere in kot dirigent simfoničnih koncertov.
Večkrat je deloval v Londonu kot dirigent filharmoničnih koncertov. Ob 25-letnici svojega umetniškega delovanja je bil na kraljev ukaz povzdignjen v stan plemenitnikov in vitezov in odlikovan z redom najzaslužnejših mož.
Na odru ljubljanske Opere je bil februarja leta 1950 uprizorjeno balet Danina v koreografiji in režiji Pie in Pina Mlakarja.

## Delo
Pisal je simfonije, uverture, fantazije za orkester, komorna dela, dela za klavir in petje, 28 oper in 7 baletov. 

### Opere(izbor)
- Kraljca zvezd,
- Vampir,
- Dekle iz Genove,
- Poroštvo in
- Sicilijanske večernice.

### Baleti(izbor)
- Sel duhov in
- Danina ali Joko, brazilijanska opica.